# Breteuil (Eure)
Breteuil település Franciaországban, Eure megyében. Lakosainak száma 3108 fő (2018. január 1.). Breteuil Les Baux-de-Breteuil, Bémécourt, Marbois, Condé-sur-Iton, Guernanville és La Guéroulde községekkel határos.

## Népesség
A település népességének változása:
| Lakosok száma | 3221 | 3232 | 4624 | 3155 | 3108 |
|               | 2013 | 2015 | 2016 | 2017 | 2018 |